# Kabinett Chandra Shekhar
Das Kabinett Chandra Shekhar wurde in Indien am 10. November 1990 durch Premierminister Chandra Shekhar von der Samajwadi Janata Party (SJD) gebildet. Es löste das Kabinett V. P. Singh ab und blieb bis zum 21. Juni 1991 im Amt, woraufhin es durch das Kabinett Rao abgelöst wurde.
Nach der Spaltung der Janata Dal (JD), der Partei des bisherigen Premierministers Vishwanath Pratap Singh, und dessen Sturz durch ein Misstrauensvotum im Parlament übernahm Chandra Shekhar das Amt des Premierministers. Dieser hatte zuvor die aus Mitglieder der JD hervorgegangenen SJD gegründet, die allerdings nur über wenige Sitze in der Lok Sabha verfügte. Seine Minderheitsregierung wurde jedoch vom Indischen Nationalkongress (INC) des früheren Premierministers Rajiv Gandhi, der Bharatiya Janata Party (BJP) und den beiden kommunistischen Parteien Communist Party of India (Marxist) (CPI (M)) und Communist Party of India (CPI) toleriert. Nach Aufkündigung dieser Unterstützung wurden am 12. April 1991 vorgezogene Neuwahlen verkündet. Bei dieser Parlamentswahl 20. Mai, 12. und 15. Juni 1991, die von der Ermordung Rajiv Gandhis am 21. Mai 1991 überschattet waren, errang der INC 232 der 523 Sitze in der Lok Sabha, während BJP 120 und JD 59 Sitze erhielten. Daraufhin bildete P. V. Narasimha Rao vom INC am 21. Juni 1991 eine neue Regierung.

## Minister
Dem Kabinett gehörten folgende Minister an:
| Amt                                                  | Name                   | Partei | Beginn der Amtszeit | Ende der Amtszeit |
| ---------------------------------------------------- | ---------------------- | ------ | ------------------- | ----------------- |
| Premierminister                                      | Chandra Shekhar        | SJD    | 10. November 1990   | 21. Juni 1991     |
| Innenminister                                        | Chandra Shekhar        | SJD    | 21. November 1990   | 21. Juni 1991     |
| Minister für Information und Rundfunk                | Chandra Shekhar        | SJD    | 21. November 1990   | 21. Juni 1991     |
| Vize-Premierminister                                 | Chaudhary Devi Lal     | SJD    | 10. November 1990   | 21. Juni 1991     |
| Landwirtschaftsminister                              | Chaudhary Devi Lal     | SJD    | 21. November 1990   | 21. Juni 1991     |
| Tourismusminister                                    | Chaudhary Devi Lal     | SJD    | 21. November 1990   | 21. Juni 1991     |
| Außenminister                                        | Vidya Charan Shukla    | SJD    | 21. November 1990   | 21. Juni 1991     |
| Handelsminister                                      | Subramanian Swamy      | SJD    | 21. November 1990   | 21. Juni 1991     |
| Minister für Recht und Justiz                        | Subramanian Swamy      | SJD    | 21. November 1990   | 21. Juni 1991     |
| Finanzminister                                       | Yashwant Sinha         | SJD    | 21. November 1990   | 21. Juni 1991     |
| Minister für Erdöl und Chemikalien                   | Satya Prakash Malaviya | SJD    | 21. November 1990   | 21. Juni 1991     |
| Minister für parlamentarische Angelegenheiten        | Satya Prakash Malaviya | SJD    | 21. November 1990   | 21. Juni 1991     |
| Minister für Gesundheit und Familienfürsorge         | Shakeelur Rehman       | SJD    | 21. November 1990   | 20. Februar 1991  |
| Eisenbahnminister                                    | Janeshwar Mishra       | SJD    | 21. November 1990   | 21. Juni 1991     |
| Minister für die Entwicklung menschlicher Ressourcen | Raj Mangal Pande       | SJD    | 21. November 1990   | 21. Juni 1991     |
| Minister für Textilien und Nahrungsmittelindustrie   | Hukmdev Narayan Yadav  | SJD    | 21. November 1990   | 21. Juni 1991     |
| Energieminister                                      | Kalyan Singh Kalvi     | SJD    | 21. November 1990   | 21. Juni 1991     |
| Minister für Wasserressourcen                        | Manubhai Kotadia       | SJD    | 21. November 1990   | 21. Juni 1991     |
| Transportminister                                    | Manubhai Kotadia       | SJD    | 21. November 1990   | 21. Juni 1991     |
| Minister für Stadtentwicklung                        | Daulatram Saran        | SJD    | 21. November 1990   | 21. Juni 1991     |
| Minister für Stahl und Bergbau                       | Ashoke Kumar Sen       | SJD    | 21. November 1990   | 21. Juni 1991     |
| Minister für Ernährung und zivile Versorgung         | Rao Birender Singh     | SJD    | 21. November 1990   | 21. Juni 1991     |